# Красносельская, Мария Семёновна
Мария Семеновна Красносельская (24 марта 1933, село Ковшеватая, теперь Таращанского района Киевской области — 1997, село Ковшеватая Таращанского района Киевской области) — украинский советский деятель, новатор сельскохозяйственного производства, свинарка колхоза имени Ленина Таращанского района Киевской области. Депутат Верховного Совета УССР 6-го созыва. Герой Социалистического Труда (22.03.1966).

## Биография
Родилась в крестьянской семье. Закончила Ковшеватскую семилетнюю школу Таращанского района Киевской области.
С середины 1940-х по 1991 год — свинарка свинофермы колхоза имени Ленина села Ковшевата Таращанского района Киевской области.
За время работы на свиноферме вырастила более 7 тыс. поросят (в среднем 18—19 поросят на одну свиноматку). Только в 1965 году она вырастила 664 поросят при плане 450. 
Потом — на пенсии в селе Ковшеватая Таращанского района Киевской области.

## Награды
- Герой Социалистического Труда (22.03.1966)
- орден Ленина (22.03.1966)
- ордена
- медали